# The Fiery Furnaces

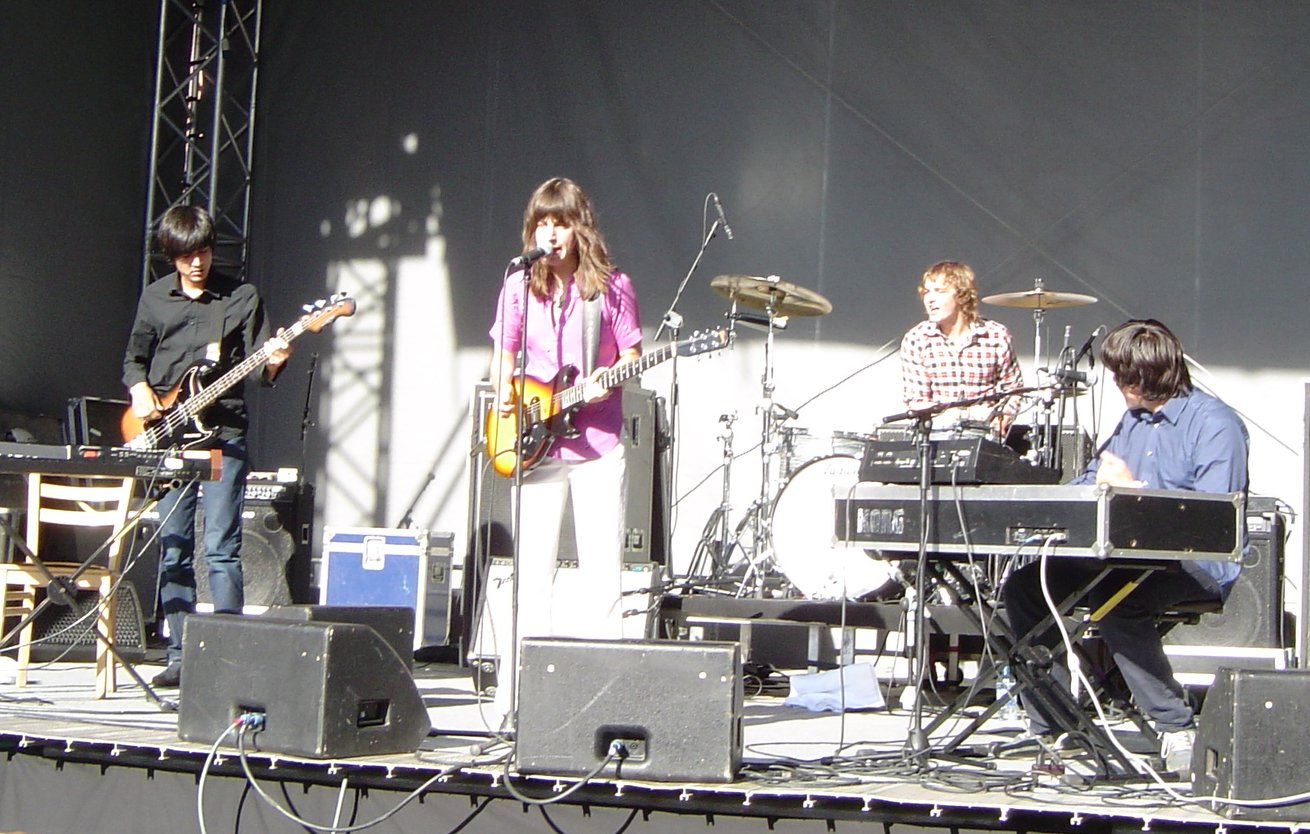
The Fiery Furnaces på Accelerator The Big One i Stockholm 2004

The Fiery Furnaces är ett amerikanskt indierockband, som skapades 2000 i Brooklyn, New York.  Bandets primära medlemmar är Matthew och Eleanor Friedberger.

## Biografi
Bandet signerade sig på skivbolaget Rough Trade Records 2002, och spelade in sitt debutalbum Gallowsbird's Bark där.

## Diskografi
Studioalbum
- Gallowsbird's Bark (2003)
- Blueberry Boat (2004)
- EP (2005)
- Rehearsing My Choir (2005)
- Bitter Tea (2006)
- Widow City (2007)
- I'm Going Away (2009)
- Take Me Round Again (2009)

Livealbum
- Remember (2008)

Singlar
- Crystal Clear (2003)
- Tropical Ice-Land (2004)
- Single Again (2004)
- Benton Harbor Blues (2006)
- The End Is Near (2009)